# Laemophloeus atratulus
Laemophloeus atratulus is een keversoort uit de familie dwergschorskevers (Laemophloeidae). De wetenschappelijke naam van de soort werd in 1898 gepubliceerd door Antoine Henri Grouvelle.